# 고양이와 여우

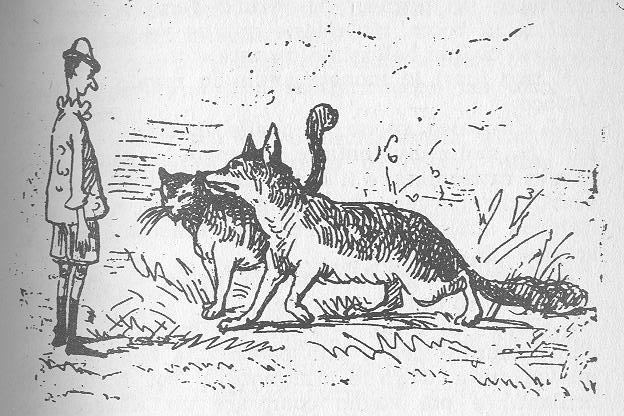
고양이와 여우

고양이와 여우(Il gatto e la volpe)는 피노키오의 모험의 등장인물이다. 악당이며, 피노키오를 자신들의 이익에 따라 꼬드겨 궁지에 몰아넣는 일을 했다가 결국엔 오히려 본인들이 비참한 최후를 맞게된다.